# 谢韦涅迪曼
谢韦涅迪曼（法語：Chevaigné-du-Maine）是法国马耶讷省的一个市镇，属于马耶讷区（Mayenne）库普特兰县（Couptrain）。该市镇总面积13.05平方公里，2009年时的人口为196人。

## 人口
谢韦涅迪曼人口变化图示